# Magnus Bäckstedt
Magnus Bäckstedt (født 30. januar 1975 i Linköping) er en svensk tidligere professionel cykelrytter.
31. juli 1998 blev han den første svenske cykelrytter som vandt en etape i Tour de France. 
11. april 2004 vandt han det prestigefyldte endagsløb Paris-Roubaix, også dette som første svensker.
Han valgte at stoppe karrieren efter 2008-sæsonen.

## Eksterne links
- Officielle hjemmeside Arkiveret 15. december 2005 hos  Wayback Machine

- Wikimedia Commons har flere filer relateret til Magnus Bäckstedt

- Magnus Bäckstedts profil på Sports-Reference OL-resultater (arkiveret) (engelsk)
- Magnus Bäckstedts profil på Olympedia (engelsk)
- Magnus Bäckstedts profil hos Sveriges Olympiske Komité (svensk)
- Magnus Bäckstedts profil hos UCI (engelsk)
- Magnus Bäckstedts profil på CycleBase (engelsk)
- Magnus Bäckstedts profil på Cykelsiderne
- Magnus Bäckstedts profil på Cycling Quotient (engelsk)
- Magnus Bäckstedts profil på ProCyclingStats (engelsk)
- Magnus Bäckstedts profil på FirstCycling

| Cykling | Spire Denne biografi om en cykelrytter er en spire som bør udbygges. Du er velkommen til at hjælpe Wikipedia ved at udvide den. |